# Осада Миттистрата
Осада Миттистрата — битва между карфагенянами и римлянами за город Миттистрат (Митистратий, Mytistratus) на острове Сицилия в ходе Первой Пунической войны.
Осада происходила в промежутке между назначением Гамилькара командующим карфагенской армией и битвой при Терме в 260 году до н. э. Римляне соорудили осадные машины, но взять город не смогли и отступили после 7 месяцев осады.